# Contea di Caldwell (Texas)
La contea di Caldwell (in inglese Caldwell County) è una contea dello Stato del Texas, negli Stati Uniti. La popolazione al censimento del 2000 era di 38 066 abitanti. Il capoluogo di contea è Lockhart.
La contea è stata fondata nel 1848. Il suo nome deriva da Mathew Caldwell, un capitano dei ranger che partecipò alla Battaglia di Plum Creek, contro i Comanche e le truppe di Antonio López de Santa Anna, durante la Guerra d'indipendenza del Texas. Caldwell fu anche, il 2 marzo 1836, uno dei firmatari della Dichiarazione d'indipendenza del Texas. La contea è inoltre nota per la produzione di metanfetamine ed eroina.
Caldwell County fa parte dell'area metropolitana di Greater Austin.

## Geografia fisica
| Anno | Popolazione | ±%     |
| ---- | ----------- | ------ |
| 1850 | 1,329       |        |
| 1860 | 4,481       | 237.2% |
| 1870 | 6,572       | 46.7%  |
| 1880 | 11,757      | 78.9%  |
| 1890 | 15,769      | 34.1%  |
| 1900 | 21,765      | 38.0%  |
| 1910 | 24,237      | 11.4%  |
| 1920 | 25,160      | 3.8%   |
| 1930 | 31,397      | 24.8%  |
| 1940 | 24,893      | −20.7% |
| 1950 | 19,350      | −22.3% |
| 1960 | 17,222      | −11.0% |
| 1970 | 21,178      | 23.0%  |
| 1980 | 23,637      | 11.6%  |
| 1990 | 26,392      | 11.7%  |
| 2000 | 32,194      | 22.0%  |
| 2010 | 38,066      | 18.2%  |

Secondo l'Ufficio del censimento degli Stati Uniti d'America la contea ha un'area totale di 547 miglia quadrate (1420 km²), di cui 545 miglia quadrate (1410 km²) sono terra, mentre 1,9 miglia quadrate (4,9 km², corrispondenti allo 0,3% del territorio) sono costituiti dall'acqua.

### Strade principali
- Interstate 10
- U.S. Highway 90
- U.S. Highway 183
- State Highway 80
- State Highway 130

### Contee adiacenti
- Travis County (nord)
- Bastrop County (nord-est)
- Fayette County (sud-est)
- Gonzales County (sud)
- Guadalupe County (sud-ovest)
- Hays County (nord-ovest)